# 알레프 (종교단체)

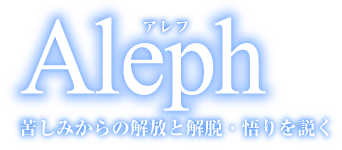
Aleph

알레프(일본어: アレフ 아레후[*])는 일본의 신흥 종교 단체로, 잔류한 옴진리교 신도들이 주축이 되어 조유 후미히로를 중심으로 2003년 결성하였다. 옴진리교의 초대 교주였던 아사하라 쇼코의 폭력성 거부를 내세우며 1995년 도쿄 지하철 사린 사건을 일으킨 옴진리교와는 무관한 종교임을 주장하고 있으나, 일반에는 받아들여지고 있지 않다. 본부는 도쿄도 세타가야구 미나미카라스야마의 맨션에 위치하고 있으며, 공안당국에 의해 철저한 감시가 이루어지고 있다.